# Brlošci
Brlošci es un pueblo ubicado en la municipalidad de Kladanj, en el cantón de Tuzla, Bosnia y Herzegovina.

## Superficie
Posee una superficie de 7,60 kilómetros cuadrados.

## Demografía
Hasta 2013 la población era de 439 habitantes, con una densidad de población de 57,8 habitantes por kilómetro cuadrado.